# Natural Bridge (Virginia)

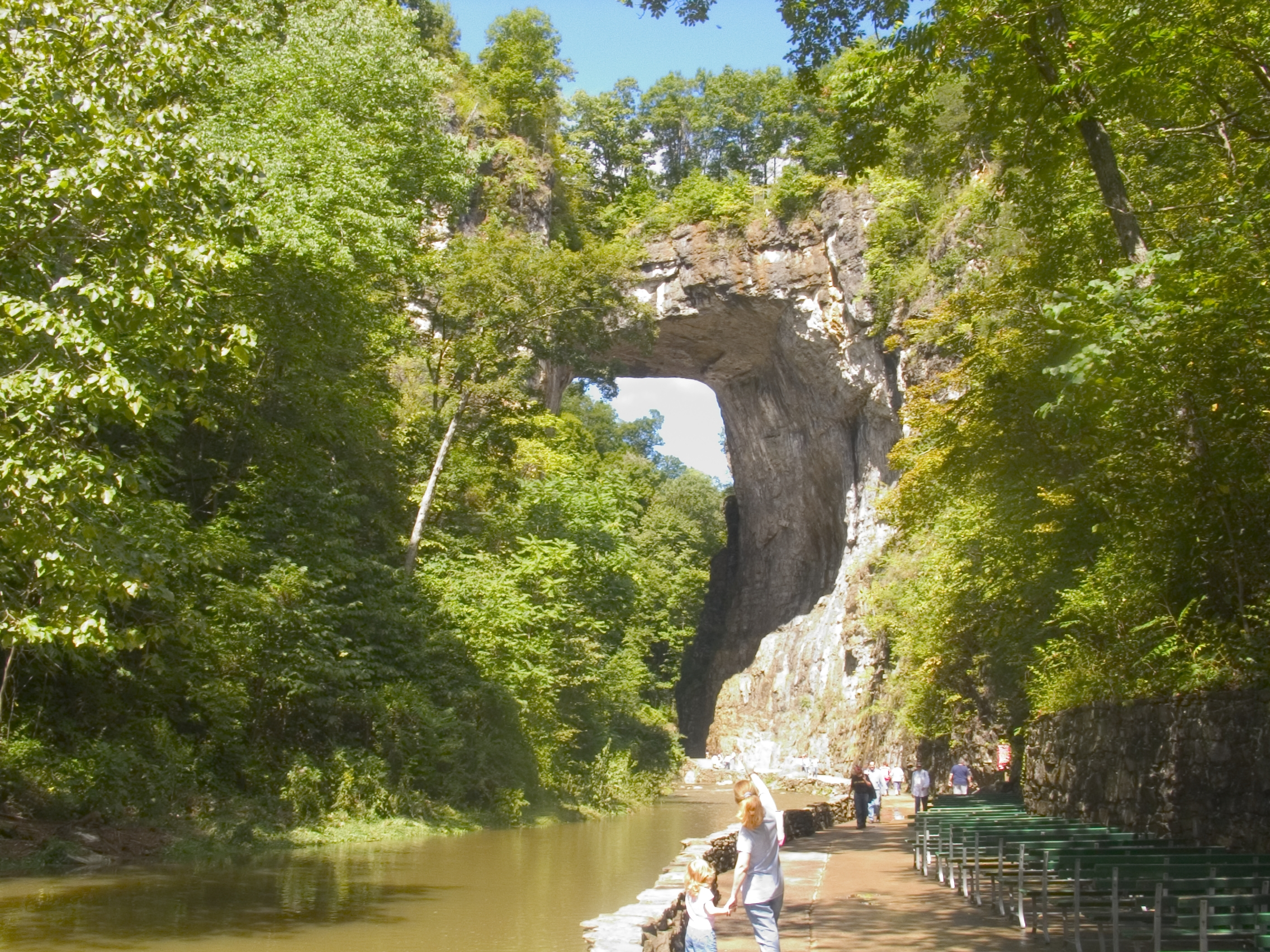
Natural Bridge

Die Natural Bridge (natürliche Brücke) ist eine geologische Formation in Rockbridge County, Virginia, USA. Die Natural Bridge liegt in der Nähe des Interstate 81 und des Blue Ridge Parkways, der Highway 11 führt direkt über sie hinweg.  Die Formation wurde im November 1997 als Stätte in das National Register of Historic Places eingetragen. Seit August des folgenden Jahres hat sie den Status eines National Historic Landmarks. Außerdem ist die Natural Bridge Contributing Property des Natural Bridge Historic Districts, der im Februar 2016 geschaffen wurde. Seit 2016 ist sie als State Park ausgewiesen.
Entstanden ist die Natural Bridge durch Auswaschungen, die der Cedar Creek, ein Nebenarm des James River, im Laufe der Zeit im Kalkstein hinterlassen hat. Bei einer Höhe von 67 m überspannt sie 27 m. In der unmittelbaren Umgebung befinden sich Hotels und Cabins (Ferienhäuser) sowie Einkaufsmöglichkeiten für Touristen, denen am Abend eine Sound- und Lichtshow angeboten wird. Des Weiteren gehören die tiefsten Höhlen im Osten der USA sowie ein Wachsfigurenkabinett zu den Attraktionen.